# Bellavista (San Martín)
Bellavista é uma cidade do Peru, situada na região de  San Martín. Capital da  província homônima, sua população em 2017 foi estimada em 12.117 habitantes.